# Tarma (provincie)
Tarma is een provincie in de regio Junín in Peru. De provincie heeft een oppervlakte van  2.749 km² en telt 107.976 inwoners (2015). De hoofdplaats van de provincie is het district Tarma; dit district vormt eveneens de stad  (ciudad) Tarma.

## Bestuurlijke indeling
De provincie Tarma is verdeeld in negen districten, UBIGEO tussen haakjes:
- (120702) Acobamba
- (120703) Huaricolca
- (120704) Huasahuasi
- (120705) La Unión
- (120706) Palca
- (120707) Palcamayo
- (120708) San Pedro de Cajas
- (120709) Tapo
- (120701) Tarma, hoofdplaats van de provincie en vormt de stad (ciudad) Tarma

Chanchamayo · Chupaca · Concepción · Huancayo · Jauja · Junín · Satipo · Tarma · Yauli